# Filousa Kelokedaron
Filousa Kelokedaron (griechisch Φιλούσα Κελοκεδάρων) ist eine Gemeinde im Bezirk Paphos in der Republik Zypern. Bei der Volkszählung im Jahr 2021 hatte sie 15 Einwohner.

## Lage und Umgebung

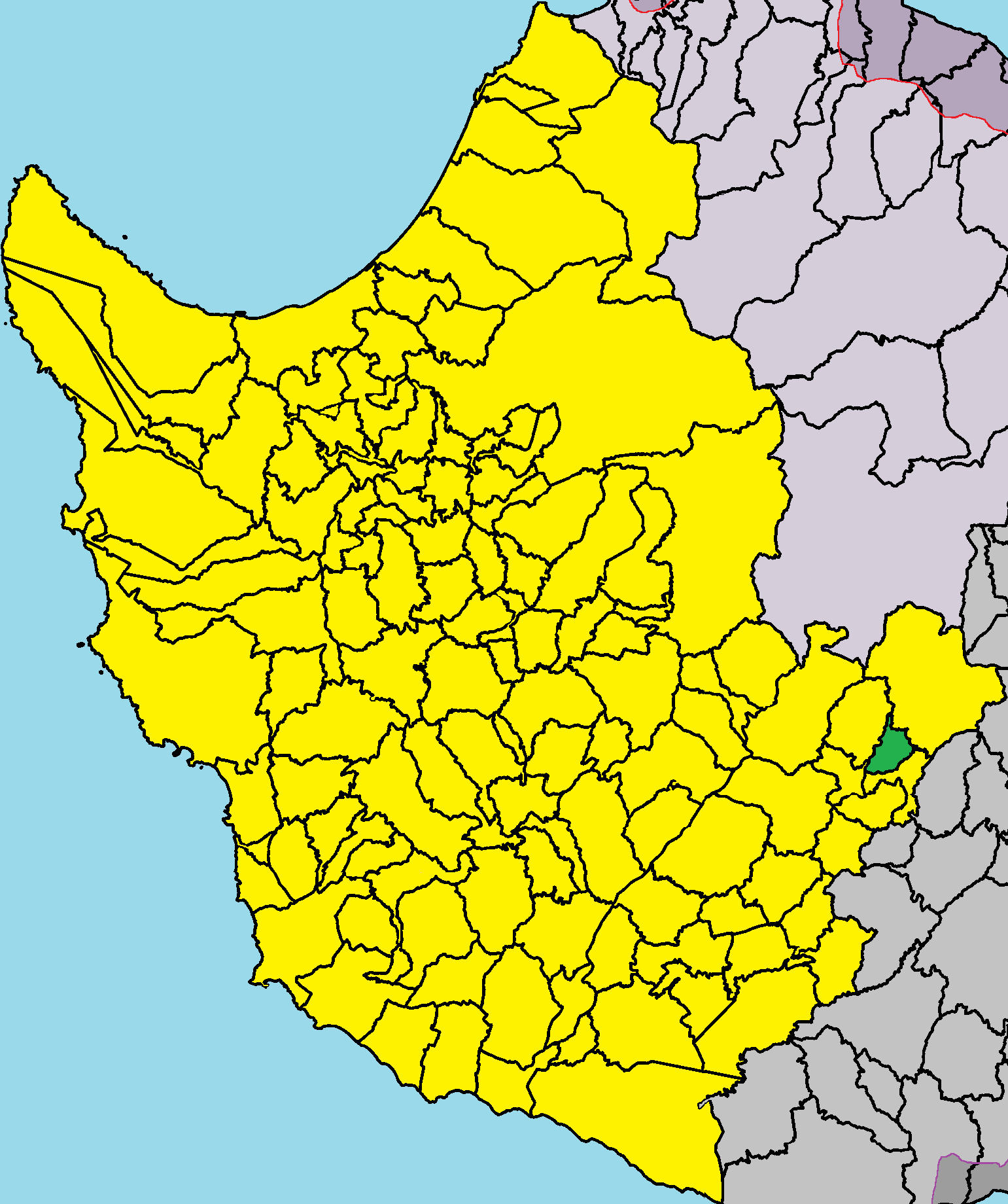
Lage im Bezirk Paphos

Filousa Kelokedaron liegt im Diarizos-Tal im Osten des Bezirks Paphos der Mittelmeerinsel Zypern auf einer Höhe von etwa 450 Metern, etwa 45 Kilometer nordöstlich von Paphos, 48 Kilometer nordwestlich von Limassol und 96 Kilometer südwestlich von Nikosia. Das 3,06594 Quadratkilometer große Dorf grenzt im Norden und Osten an Agios Nikolaos, im Osten und Süden an Pretori, im Südwesten an Mesana und im Westen und Norden an Arminou. Das Dorf kann über die Straße F617 erreicht werden.

## Geschichte
Das Gebiet des Dorfes war bereits in der Antike bewohnt, da archäologische Funde bei Ausgrabungen eine neolithische Siedlung in dem Gebiet enthüllten, das die Einheimischen „altes Dorf“ nennen. Auf diese alte Siedlung weist auch ein alter Trinkbrunnen, der vom Forstamt renoviert wurde und nun den Stausee zur Bewässerung der umliegenden Felder mit Wasser versorgt, hin. Der heutige Ort Filousa Kelokedaron scheint bereits seit dem Mittelalter zu existieren, da ein Brief von „Bernandis von Mariou“ an die venezianischen Behörden aus dem Jahr 1567 aus der venezianischen Zeit stammt.

### Bevölkerungsentwicklung
Die folgende Tabelle zeigt die Bevölkerung des Dorfes, wie sie in den in Zypern durchgeführten Volkszählungen erfasst wurde.
| Jahr      | 1881 | 1891 | 1901 | 1911 | 1921 | 1931 | 1946 | 1960 | 1976 | 1982 | 1992 | 2001 | 2011 | 2021 |
| Einwohner | 190  | 197  | 209  | 215  | 204  | 188  | 224  | 160  | 116  | 89   | 48   | 23   | 17   | 15   |